# SKF-81297
SKF-81297 je sintetički lek iz benzazepinske hemijske klase, koji deluje kao selektivni agonist D1/D5 receptora. On proizvodi karakteristične stimulansne efekte: anoreksiju, hiperaktivnost i samoadministraciju kod životinja. Ovakav profil ima i nekoliko srodnih lekova, kao što su 6-Br-APB i SKF-82958, made ne svi D1 puni agonisti, npr. A-77636. To je posledicafunkcionalne selektivnosti D1 aktivacije.

## Spoljašnje veze
|  | Molimo Vas, obratite pažnju na važno upozorenje u vezi sa temama iz oblasti medicine (zdravlja). |